# Seulingswald

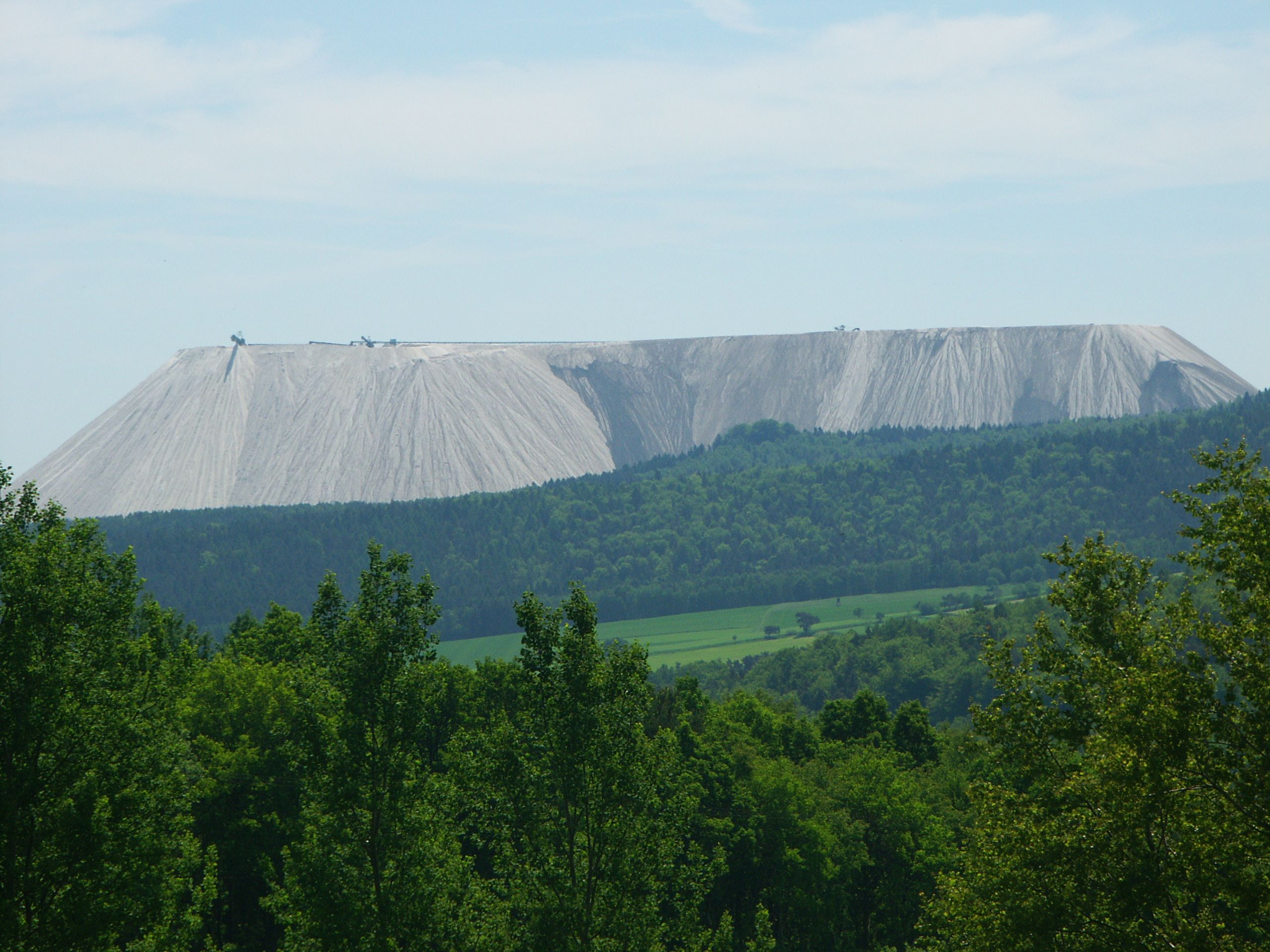
Hornungskuppe und Monte Kali

Der Seulingswald (auch Sillingswald genannt) ist ein bis 480,3 m ü. NHN hohes Mittelgebirge des Fulda-Werra-Berglandes im Osthessischen Bergland im hessischen Landkreis Hersfeld-Rotenburg; Kleinausläufer reichen bis in den thüringischen Wartburgkreis. Es ist ein Sandsteingebirge und eines der größten zusammenhängenden Waldgebiete Hessens.

## Geographie

### Lage
Der Seulingswald befindet sich zwischen den Ortschaften Ronshausen im Norden und Wildeck im Nordosten (beide in Hessen), Großensee und Dankmarshausen im Ostnordosten (beide in Thüringen), Heringen im Osten, Friedewald im Süden, Bad Hersfeld im Südwesten, Ludwigsau im Westen und Bebra im Nordwesten (alle in Hessen).
Im Norden schließt sich auf der anderen Seite des Ulfetals das Richelsdorfer Gebirge an. Im Osten grenzt das kleine Gebirge an die Werra. Kleinflächige Ostnordostausläufer der Landschaft fallen jenseits des hessischen Kleinensee beim thüringischen Großensee zur Suhl hin ab. Im Süden kommen sich auf der Höhe von Friedewald die Fulda und die Werra vor ihrem Zusammenfluss am nächsten. Dies kennzeichnet die südliche Grenze des Seulingswalds, der hier in die Kuppenrhön übergeht. Im Westen schließt sich auf der anderen Seite der Fulda das Knüllgebirge an.

### Naturräumliche Zuordnung
Der Seulingswald bildet in der naturräumlichen Haupteinheitengruppe Osthessisches Bergland (Nr. 35), in der Haupteinheit Fulda-Werra-Bergland (357) und in der Untereinheit Solztrotten- und Seulingswald (357) den Naturraum Seulingswald (357.20). Seine Ostnordostausläufer fallen in der Haupteinheit Salzunger Werrabergland (359) und in der Untereinheit Salzungen-Herleshausener Werratal (359.1) in den Naturraum Berkaer Becken (359.12) ab.

### Berge
Zu den Bergen des Seulingswaldes gehören – sortiert nach Höhe in Meter (m) über Normalhöhennull (NHN):
Abraumhalde:
- Monte Kali (520 m),[4] Landkreis Hersfeld-Rotenburg

Berge und Erhebungen:
- Toter Mann (480,3 m),[4] Landkreis Hersfeld-Rotenburg
- Gaishecke (470,8 m), Landkreis Hersfeld-Rotenburg
- Nadelöhr (470,3 m), Landkreis Hersfeld-Rotenburg
- Stangenrück (465,7 m), Landkreis Hersfeld-Rotenburg
- Schwalbenkopf (454,7 m), Landkreis Hersfeld-Rotenburg
- Siebertsberg (449,1 m), Landkreis Hersfeld-Rotenburg
- Hornungskuppe (444,1 m), Landkreis Hersfeld-Rotenburg/Wartburgkreis
- Hermesberg (444,7 m), Landkreis Hersfeld-Rotenburg/Wartburgkreis
- Kornberg (435,1 m), Landkreis Hersfeld-Rotenburg
- Roteberg (434,4 m), Landkreis Hersfeld-Rotenburg
- Plessenberg (402 m), Landkreis Hersfeld-Rotenburg
- Wackenbühl (419,0 m), Landkreis Hersfeld-Rotenburg
- Kimmenberg (416,4 m), Landkreis Hersfeld-Rotenburg
- Kirchenkopf (398,6 m), Landkreis Hersfeld-Rotenburg
- Waltersberg (388 m), Landkreis Hersfeld-Rotenburg
- Schwarzenberg (381,8 m), Landkreis Hersfeld-Rotenburg
- Großer Steinkopf (375,4 m), Landkreis Hersfeld-Rotenburg
- Höneberg (354,7 m), Landkreis Hersfeld-Rotenburg
- Hoher Berg (314,7 m), Landkreis Hersfeld-Rotenburg
- Burbachsrück (340,5 m), Landkreis Hersfeld-Rotenburg
- Gellenberg (340,4 m), Landkreis Hersfeld-Rotenburg
- Wolfberg (334,7 m), Landkreis Hersfeld-Rotenburg
- Hagelsberg (326,9 m), Landkreis Hersfeld-Rotenburg
- Auf'm Berg (324,6 m), Landkreis Hersfeld-Rotenburg
- Spießberg (300,5 m), Landkreis Hersfeld-Rotenburg
- Obersberg (299,6 m), Landkreis Hersfeld-Rotenburg
- Lerchenberg (Seulingswald) (287,5 m), Wartburgkreis
- Schottenberg (271,1 m), Landkreis Hersfeld-Rotenburg

## Schutzgebiete
Im Mittelteil bis in den Westnordwesten des Seulingswaldes breitet sich das Landschaftsschutzgebiet Seulingswald (CDDA-Nr. 378688; 1979 ausgewiesen; 30,2656 km² groß) aus. In Großenteilen der Waldlandschaft liegt das Fauna-Flora-Habitat-Gebiet Seulingswald (FFH-Nr. 378688; 23,2315 km²). Nahe der Ulfe befindet sich das 31 ha große Naturwaldreservat Goldbachs- und Ziebachsrück.

## Geschichte
Über dem Seulingswald fand am 27. September 1944 die als Kassel Mission bekannte, extrem verlustreiche Luftschlacht zwischen deutscher und amerikanischer Luftwaffe statt.

## Verkehr und Wandern
Der Seulingswald wird etwa in Nordost-Südwest-Richtung von der Bundesautobahn 4 durchquert. An deren Anschlussstelle Bad Hersfeld wird diese von der westlich der Landschaft in Richtung Norden nach Bebra verlaufenden Bundesstraße 27 unterquert. Dort zweigt von der B 27 die nördlich des Seulingswaldes ostwärts durch Ronshausen nach Hönebach an der thüringischen Landesgrenze führende Landesstraße 3251 ab. Teilweise parallel zur Autobahn verläuft zwischen Hönebach und Friedewald der Europäische Fernwanderweg E6.